# 莱格拉
莱格拉（法語：Les Gras，法語發音：[le ɡʁa]）是法国杜省的一个市镇，属于蓬塔利耶区。

## 地理
莱格拉（46°59'41"N, 6°32'40"E）面积14.99 平方千米，位于法国勃艮第-弗朗什-孔泰大區杜省，该省份为法国东部内陆省份，北起上索恩省，西接汝拉省，东部及东南部与瑞士接壤，东北部与贝尔福地区省接壤。
与莱格拉接壤的市镇（或旧市镇、城区）包括：格朗孔布沙特勒。

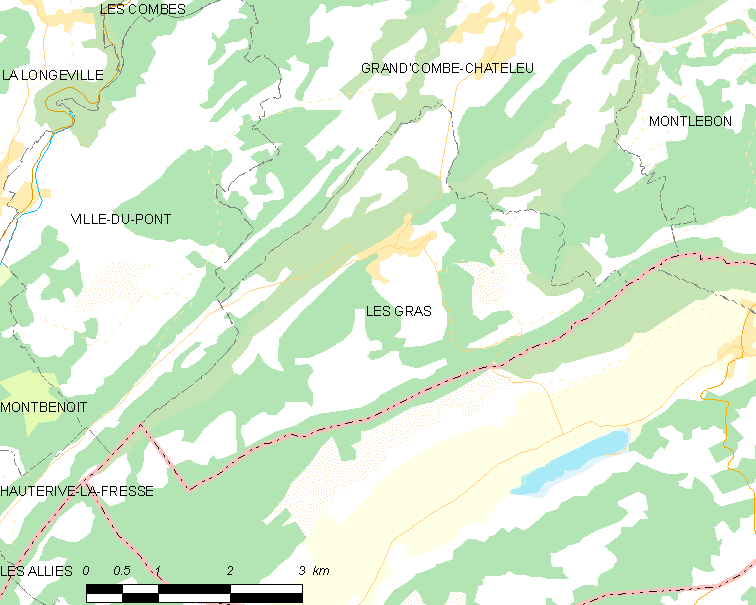
莱格拉的OSM定位图

莱格拉的时区为UTC+01:00、UTC+02:00（夏令时）。

## 行政
莱格拉的邮政编码为25790，INSEE市镇编码为25296。

## 政治
莱格拉所属的省级选区为莫尔托县。

## 人口

1962-2008年间莱格拉人口变化图示

莱格拉于2022年1月1日时的人口数量为804人。